# Maria Carme Poblet Casanovas
Maria Carme Poblet Casanovas (l'Espluga de Francolí, 7 de novembre de 1953) és una escriptora catalana.
El 2013 va guanyar el 31 Premi de Narrativa Ribera d'Ebre, amb la novel·la històrica: Pluja sobre terra molla,publicada el setembre de 2014 per Cossetània Edicions en català i després en castellà. També ha escrit el llibre de relats per adults Tretze relats de vertigen, L'allargada ombra d'una perversió i Els crims de la Pobla, publicada per Brau Edicions.